# Volumenableitung
Die Volumenableitung ist ein Begriff des mathematischen Teilgebiets der Vektoranalysis, der insbesondere in den Ingenieurwissenschaften verwendet wird. Unter der Volumenableitung versteht man die koordinatenfreie Darstellung der für die Vektoranalysis wichtigen Differentialoperatoren Gradient, Divergenz und Rotation. Die Darstellung mittels der Volumenableitung wird je nach Fachbereich auch als Definition dieser Differentialoperatoren verwendet. Mittels der Integralsätze von Gauß und Stokes kann gezeigt werden, dass diese koordinatenfreie Darstellung mit den anderen üblichen Definitionen dieser Operatoren übereinstimmt.

## Operatoren der Vektoranalysis als Volumenableitung

### Gradient
Sei {\displaystyle {\mathcal {V}}} ein Raumgebiet mit Volumen {\displaystyle V} und {\displaystyle f} ein Skalarfeld. Dann kann der Gradient des Skalarfelds {\displaystyle f} im Punkt {\displaystyle p\in {\mathcal {V}}} durch
{\displaystyle \mathrm {grad} \,f(p)=\lim _{n\rightarrow \infty }{\frac {1}{V_{n}}}\oint _{\partial {\mathcal {V}}_{n}}f\mathrm {d} {\vec {A}}}
berechnet werden. Dabei ist {\displaystyle \textstyle \oint _{\partial {\mathcal {V}}}} ein Oberflächenintegral, gebildet mit dem vektoriellen äußeren Flächenelement {\displaystyle \mathrm {d} {\vec {A}}} von {\displaystyle \partial {\mathcal {V}}.} Außerdem bezeichnet {\displaystyle ({\mathcal {V}}_{n})} eine Folge von Raumgebieten mit {\displaystyle {\mathcal {V}}_{n}\subset {\mathcal {V}}}, mit {\displaystyle p\in {\mathcal {V}}_{n}} und mit {\displaystyle \textstyle \lim _{n\to \infty }V_{n}=0}, wobei {\displaystyle V_{n}} das entsprechende Volumen bezeichnet.
Etwas kürzer wird der Sachverhalt meist durch
{\displaystyle \mathrm {grad} \,f(p)=\lim _{V\rightarrow 0}{\frac {1}{V}}\oint _{\partial {\mathcal {V}}}f\mathrm {d} {\vec {A}}}
notiert.

### Divergenz
Sei {\displaystyle {\vec {F}}} ein Vektorfeld. Mit der Notation aus dem vorigen Abschnitt kann die Divergenz des Vektorfelds {\displaystyle {\vec {F}}} im Punkt {\displaystyle p\in {\mathcal {V}}} durch
{\displaystyle \mathrm {div} \,{\vec {F}}(p)=\lim _{V\rightarrow 0}{\frac {1}{V}}\oint _{\partial {\mathcal {V}}}{\vec {F}}\mathrm {d} {\vec {A}}}
berechnet werden.

### Rotation
Sei {\displaystyle {\vec {F}}} ebenfalls wieder ein Vektorfeld. Mit der Notation aus dem vorigen Abschnitt kann die Rotation des Vektorfelds {\displaystyle {\vec {F}}} im Punkt {\displaystyle p\in {\mathcal {V}}} durch
{\displaystyle \mathrm {rot} \,{\vec {F}}(p)=\lim _{V\rightarrow 0}{\frac {1}{V}}\oint _{\partial {\mathcal {V}}}\mathrm {d} {\vec {A}}\times {\vec {F}}}
berechnet werden.

## Konzept der Volumenableitung
In der Literatur wird selten eine allgemeine Definition für die Volumenableitung gegeben. Sie wird vielmehr wie hier im Artikel auch als die koordinatenfreie Darstellung der drei Differentialoperatoren der Vektoranalysis eingeführt. Bei der Berechnung einer Volumenableitung einer Funktion {\displaystyle g} im Ortsraum im Punkt {\displaystyle p} wird also ein Raumgebiet {\displaystyle {\mathcal {V}}} mit dem Inhalt {\displaystyle V} gewählt, das den Punkt {\displaystyle p} enthält. Eine Näherung für den Wert der Volumenableitung ergibt sich dann aus dem Oberflächenintegral von {\displaystyle g} über den Rand {\displaystyle \partial {\mathcal {V}}} von {\displaystyle {\mathcal {V}}} dividiert durch {\displaystyle V.} Durch Schrumpfung von {\displaystyle {\mathcal {V}}} auf {\displaystyle p} ergibt sich dann die Volumenableitung als Grenzwert.
Manchmal wird hingegen auch die Gleichung
{\displaystyle f(p)=\lim _{V\to 0}{\frac {1}{V}}\int _{\mathcal {V}}f(x)dx}
für eine um {\displaystyle p\in {\mathcal {V}}} stetige Funktion {\displaystyle f} als Volumenableitung bezeichnet. Mittels dieser Darstellung und gewisser Spezialfälle des Integralsatzes von Gauß können obige Volumenableitungen bewiesen werden. Dieses Volumenintegral behandelt nicht die Änderung der Funktion {\displaystyle f}, sondern liefert ihren Wert an der Stelle {\displaystyle p.}

## Ähnlichkeit  mit der gewöhnlichen Ableitung
Um die Verwandtschaft der Volumenableitung mit der gewöhnlichen Ableitung herauszustellen, kann auch die (gewöhnliche) Ableitung {\displaystyle f'(p)} einer skalarwertigen Funktion {\displaystyle f} an der Stelle {\displaystyle p} durch das Randintegral
{\displaystyle f'(p)=\lim _{L\rightarrow 0}{\frac {1}{L}}\oint _{\partial {\mathcal {L}}}\mathrm {d} f={\frac {\mathrm {d} f}{\mathrm {d} x}}(p)}
notiert werden. Dabei bezeichnet {\displaystyle {\mathcal {L}}} das den Wert {\displaystyle p} einschließende {\displaystyle x}-Intervall, {\displaystyle L} den Inhalt (= die Länge) von {\displaystyle {\mathcal {L}}} und {\displaystyle \partial {\mathcal {L}}} den Rand von {\displaystyle {\mathcal {L}}}, das heißt dessen untere und obere Grenze. Durch Schrumpfung von {\displaystyle {\mathcal {L}}} auf {\displaystyle p} ergibt sich {\displaystyle f'(p)} als Grenzwert.

## Verallgemeinerung durch die Cartan-Ableitung
Beim Übergang zum moderneren Cartanschen Kalkül werden Skalar- und Vektorfelder durch sie repräsentierende Differentialformen ersetzt: Ein Skalarfeld kann direkt als Differential-0-Form betrachtet, via {\displaystyle C^{\infty }(X)\to \Omega ^{3}(X),\Phi \mapsto (\omega _{\Phi }^{3}:{\vec {x}}\mapsto (\omega _{\Phi ,{\vec {x}}}^{3}:({\vec {\xi }},{\vec {\eta }},{\vec {\zeta }})\mapsto \Phi ({\vec {x}})\cdot \langle {\vec {\xi }},{\vec {\eta }}\times {\vec {\zeta }}\rangle ))} (wobei {\displaystyle \langle \cdot ,\cdot \rangle } das kanonische Skalarprodukt bezeichne und {\displaystyle X\subset \mathbb {R} ^{3}} offen sei) jedoch auch als 3-Form verwendet werden. Ein Vektorfeld kann via {\displaystyle V(X)\to \Omega ^{1}(X),{\vec {F}}\mapsto ({\vec {x}}\mapsto \omega _{{\vec {F}},{\vec {x}}}^{1}:{\vec {\xi }}\mapsto \langle {\vec {F}}({\vec {x}}),{\vec {\xi }}\rangle )} als 1-Form und via {\displaystyle V(X)\to \Omega ^{2}(X),{\vec {F}}\mapsto (\omega _{{\vec {F}},{\vec {x}}}^{2}:({\vec {\xi }},{\vec {\eta }})\mapsto \langle {\vec {F}}({\vec {x}}),{\vec {\xi }}\times {\vec {\eta }}\rangle )} als 2-Form agieren. Der Zusammenhang wird jeweils über den Hodge-Operator hergestellt: {\displaystyle \Phi =\star \omega _{\Phi }^{3},\omega _{\vec {F}}^{1}=\star \omega _{\vec {F}}^{2}}. Welche Übersetzung erfolgt, hängt maßgeblich vom Verwendungszweck des Skalar- bzw. Vektorfelds ab. Im Folgenden bezeichne {\displaystyle G_{m}} eine {\displaystyle m}-dimensionale Untermannigfaltigkeit oder eine {\displaystyle m}-Kette. Es gilt dann stets
{\displaystyle \int _{G_{1}}{\vec {F}}\cdot d{\vec {s}}=\int _{G_{1}}\omega _{\vec {F}}^{1},\;\int _{G_{2}}{\vec {F}}\cdot d{\vec {A}}=\int _{G_{2}}\omega _{\vec {F}}^{2},\;\int _{G_{3}}\Phi \,dV=\int _{G_{3}}\omega _{\Phi }^{3}}
Die Cartan-Ableitung verallgemeinert das Konzept der Volumenableitung von Vektorfeldern für Formen auf Mannigfaltigkeiten beliebiger Dimension. Es bezeichne {\displaystyle \Pi ({\vec {\xi }}_{1},\dots ,{\vec {\xi }}_{k+1})} das von diesen Vektoren aufgespannte Parallelepiped (betrachtet als {\displaystyle (k+1)}-Kette, wobei im Falle einer Mannigfaltigkeit die {\displaystyle {\vec {\xi }}_{i}} Tangentialvektoren desselben Tangentialraums sind) sowie {\displaystyle F_{\omega }({\vec {\xi }}_{1},\dots ,{\vec {\xi }}_{k+1}):=\int _{\partial \Pi (\dots )}\omega } das Integral einer {\displaystyle k}-Form über den Rand dieses Parallelepipeds. Zu jeder {\displaystyle k}-Form {\displaystyle \omega } gibt es stets eine eindeutige {\displaystyle (k+1)}-Form {\displaystyle d\omega }, die dem linearen Anteil des Integrals über den Rand eines jeden Parallelepipeds entspricht, so dieses infinitesimal wird (d. h. {\displaystyle \epsilon \to 0}):
{\displaystyle F_{\omega }(\epsilon {\vec {\xi }}_{1},\dots ,\epsilon {\vec {\xi }}_{k+1})=\epsilon ^{k+1}d\omega ({\vec {\xi }}_{1},\dots ,{\vec {\xi }}_{k+1})+o(\epsilon ^{k+1}).}
Im Falle {\displaystyle k=1} stimmt sie überein mit dem gewöhnlichen Differential. Die Cartan-Ableitung verallgemeinert die Operationen Gradient, Divergenz und Rotation in folgender Weise:
{\displaystyle \omega _{\operatorname {grad} \Phi }^{1}\equiv d\Phi ,\;\omega _{\operatorname {rot} {\vec {F}}}^{2}\equiv d\omega _{\vec {F}}^{1},\;\omega _{\operatorname {div} {\vec {F}}}^{3}\equiv d\omega _{\vec {F}}^{2}}